# 日東壮遊歌
『日東壮遊歌』（にっとうそうゆうか、イルトンジャンユガ）とは、江戸時代の1763年（宝暦13年）から1764年（明和元年）にかけて来日した第11次朝鮮通信使（目的は徳川家治（在職1760年〜1786年）の将軍襲職祝い）の一員（従事官の書記）として来日した金仁謙（ko:김인겸、キム・インギョム、当時57歳）の著書で旅行記である。
総勢500人近い人数に上った通信使一行の日本滞在は8ヶ月に及び、全行程に11ヶ月をかける長旅で、同通信使団の記録としてはリーダーであった正使の趙曮（チョ・オム）によって漢文で書かれた『海槎日記』などもあるが、『日東壮遊歌』の特徴的な点は、当時の知識階級男性の著作としては珍しく、全てハングルで書かれ、律文詩（歌辞（カサ）と呼ばれる文学様式）の形式を採用している事にある。

## 通信使団の行程と出来事
一行は1763年9月にソウルを出発し、釜山から対馬の府中（厳原）に至り、そこから壱岐をへて下関に到着。瀬戸内海を海行して大坂に至り、陸路をとって京都、彦根、名古屋、駿府、三島、小田原、藤沢から江戸に到着した。江戸到着は1764年3月18日であった。一か月ほど江戸に滞在したあとで帰路につき、同じコースをとおって1764年8月5日にソウルに帰還した。次回1811年の第十二次朝鮮通信使たちが対馬でとどめられたため、江戸へ往来した最後の通信使となった。
彼らの旅程は波乱続きであった。出発する直前になって正使の鄭尚淳が王命にさからって解任されたことに始まり、海路での天候不順、船団のうちの一艘の難破、随員の病死や自殺などあり、ついには復路の大阪で随員の崔天宗が宿舎で日本人に刺殺されるという事件が起こった（「唐人殺し」）。犯人は同行していた対馬藩士の鈴木伝蔵であった。犯行におよんだ理由は鏡がなくなったことで崔天宗が伝蔵を犯人呼ばわりし、鞭でうったことに伝蔵が逆上したことであったとされるが、実際は対馬藩と朝鮮側が組んで行っていた密貿易に関するトラブルが原因だったともいう。伝蔵は直後にとらえられて処刑された。
ちなみに一行は対馬で食べたサツマイモの美味しさに感激し、種芋を乞うてサツマイモを朝鮮半島に持ち帰った。これが朝鮮半島へのサツマイモの初伝来である。また、淀川では水車の機構の見事さに感服し、「見習ってつくりたいぐらいだ」と書く。実は第一回以降、毎回朝鮮通信使たちは毎回日本の水車に感心し、朝鮮に伝えようとしていたがかなわなかったようである。1881年に明治に入って朝鮮から日本に派遣された「紳士遊覧団」の視察コースにも水車製造所が含まれている。

## 金仁謙について
著者の金仁謙は安東金氏の出身で科挙に合格して進士となり、三名の書記の一人として通信使の一員に選ばれた。「書記」とは日本滞在中に詩文をもって通信使のもとへやってくる日本人に詩で対応する職務であり、日記の記述を見ても連日日本人が大量の漢詩をもって宿舎に押しかけ、金仁謙らがその応酬にてんてこまいする様が描かれている。日東壮遊歌の記述からは儒者として高いプライドを持つ金仁謙の人となりがうかがわれる。崔天宗殺害事件で日本側の対応に憤る金仁謙について正使が「兵乱が起こったらまっさきに暴発するのはそなたであろう」と語り、江戸では「犬にも等しい倭人に拝礼するのが苦痛である」 と将軍との謁見を拒んで一人宿舎に残った。また通信使たちは朝鮮半島の道中で、夜な夜な妓生を侍らすのが通例であったが、釜山で詩の出来栄えへの褒美として上司に与えられた美しい妓生に手をつけなかったため、翌日になって「偏屈者は扱いが難しいな」と揶揄されている。

## 日東壮遊歌の記述から
日東壮遊歌からは、当時の朝鮮の知識階級がどのように日本を見ていたかを知ることができる。そこには著者の日本に対する驚嘆、羨望、嫉妬、憤りなどが率直に描かれている。また外国人の目から見た江戸期の日本社会の記録にもなっている。

### 大坂での記述より
- （多くの船が）一斉に行き来する様は驚くばかりの壮観である。その昔、楼船で下る王濬が益州を称えた詩があるが、ここに比べてみれば間違いなく見劣りするであろう[11]。
- 流れの両側には人家が軒を連ね、漆喰塗りの広い塀には鯨の背のような大きい家を金や紅でたくみに飾り立てているが、三神山[12] の金闕銀台（きんけつぎんだい：仙人の住処のこと）とは、まことのこの地のことであろう[13]。
- 本願寺に向かう道の両側には人家が塀や軒をつらね、その賑わいのほどは我が国の鍾絽（チョンノ：ソウルの繁華街）の万倍も上である[13]。
- 館所に入る、建物は宏壮雄大、我が国の宮殿よりも大きく高く豪華である[14]。
- 我が国の都城の内は、東から西にいたるまで一里といわれているが、実際には一里に及ばない。富貴な宰相らでも、百間をもつ邸を建てることは御法度。屋根を全て瓦葺にしていることに 感心しているのに、大したものよ倭人らは千間もある邸を建て、中でも富豪の輩は 銅を以って屋根を葺き、黄金を以って家を飾り立てている。その奢侈は異常なほどだ[15]。
- 天下広しといえこのような眺め、またいずこの地で見られようか。北京を見たという訳官が一行に加わっているが、かの中原（中国）の壮麗さもこの地には及ばないという。この世界も海の向こうよりわたってきた穢れた愚かな血を持つ獣のような人間が、周の平王のときにこの地に入り、今日まで二千年の間世の興亡と関わりなくひとつの姓を伝えきて、人民も次第に増えこのように富み栄えているが、知らぬは天ばかり、嘆くべし恨むべしである[16]。
- この国では高貴な家の婦女子が厠へ行くときはパジ（ズボン状の下着のこと）を着用していないため、立ったまま排尿するという。お供のものが後ろで、絹の手拭きを持って立ち、寄こせと言われれば渡すとのこと。聞いて驚きあきれた次第[16]。

### 京での記述より
- 沃野千里をなしているが、惜しんであまりあることは、この豊かな金城湯池が倭人の所有するところとなり、帝だ皇だと称し、子々孫々に伝えられていることである。この犬にも等しい輩を、みな悉く掃討し、四百里六十州を朝鮮の国土とし、朝鮮王の徳を持って、礼節の国にしたいものだ[17]。
- 倭王は奇異なことに何ひとつ知ることなく、兵農刑政のすべてを関白にゆだね、自らは関与せず、宮殿の草花などを愛でながら、月の半分は斎戒し、あとの半分は酒色に耽るとか[18]。

### 尾張名古屋での記述より
- その豪華壮麗なこと大坂城と変わりない。夜に入り灯火が暗く、よくは見えぬが、山川迂闊にして人口の多さ、田地の肥沃、家々の贅沢なつくり、沿路随一とも言える。中原にも見当たらないであろう。朝鮮の三京も大層立派であるが、この地に比べればさびしい限りである[19]。
- 人々の容姿の優れていることも 沿路随一である。わけても女人が 皆とびぬけて美しい。明星のような瞳、朱砂の唇、白玉の歯、蛾の眉、茅花（つばな）の手、蝉の額、氷を刻んだようであり 雪でしつらえたようでもある。趙飛燕や楊太真が万古より美女と誉れ高いが、この地で見れば色を失うのは必定。越女が天下一というが、それもまこととは思えぬほどである[20]。
- （復路にて）女人の眉目の麗しさ、倭国第一といえる、若い名武軍官らは、道の左右で見物している美人を、一人も見落とすまいと、あっちきょろきょろこっちきょろきょろ、頭を振るのに忙しい、まるで幼児のいやいやを見ているようであった[21]。

### 江戸での記述より
- 楼閣屋敷の贅沢な造り、人々の賑わい、男女の華やかさ、城郭の整然たる様、橋や船にいたるまで、大坂城、西京（京都）より三倍は勝って見える。女人のあでやかなること　鳴護屋に匹敵する[22]。
- （将軍との謁見について）堂々たる千乗国の国使が礼冠礼服に身を整え、頭髪を剃った醜い輩に四拝するとは何たることか[23]。
- （将軍家治について（著者は直接見ていない））細面で顎がとがり、気は確かなようだが、挙動に落ち着きが無く、頭をしきりに動かし、折り本をもてあそび、やたらにきょろきょろとして、泰然としたところがない[24]。

## 文学形式
韓国では日東壮遊歌は旅の体験を詩にしたものとして、「歌詞/歌辭（가사）」または「歌詞文学」と呼ばれる形式の文学に分類されている。「歌詞」は歌謡の文章表現に満足することなく、詩人により歌（唄）が散文化されエッセイ形式に変わっていき、それが後世には長編の形をみるようになったもの。李氏朝鮮の時代には両班や平民、女性など広い層に受け入れられた。